# Kasteel van Courances
Het Kasteel van Courances (Frans: Château de Courances) is een kasteel in de Franse gemeente Courances.